# Katri Raik
Katri Raik, née le 26 octobre 1967 à Tartu, est une femme politique estonienne. 

## Biographie
Elle est rectrice de l'Académie estonienne des affaires intérieures quand elle est nommée ministre de l'Intérieur dans le gouvernement Ratas I le 26 novembre 2018.
En mars 2019, elle est élue députée au Riigikogu.
Le 30 décembre 2020, elle est élue maire de Narva, après la mise en minorité de son prédécesseur Aleksei Jevgrafov. En août 2021, elle est elle-même contrainte à la démission puis, à la suite des élections municipales du 17 octobre, elle est de nouveau élue maire le 16 décembre suivant.